# 장성 필암서원
장성 필암서원은 하서 김인후의 학덕을 기리기 위해 전라남도 장성군 황룡면 필암리에 건립된 서원이다. 1975년 4월 23일 사적 제242호에 지정되고, 2019년 7월 10일 유네스코 세계유산에 등재되었다.

## 개요
장성 필암서원은 조선시대 성리학자로 호남에서 유일하게 문묘에 종사된 동국 18현 가운데 한 사람인 하서 김인후의 학덕을 기리기 위해 1590년(선조 23) 그의 문인 변성온(卞成溫)·기효간(奇孝諫)·변이중(邉以中)등 호남 선비들이 장성읍 기산리에 창건하였다.
1597년(선조 30) 정유재란 때 병화로 소실되었으나, 1624년(인조 2) 호남 사림들의 노력으로 기산리 서쪽 증산동으로 자리를 옮겨 복설하였다. 이후 1672년(현종 13) 증산동 지대가 낮아 홍수로 서원의 건물이 무너지는 등 수해를 입어 지금의 자리인 추산 밑 해타리로 옮기고 마을 이름도 필암리(筆巖里)라 하였다.
1658년(효종 9) 전라도 유생들이 사액을 소청하여 이듬해 3월 윤허를 입었다.
1662년(현종 3) 현종이 『필암서원(筆巖書院) 』이라 선액(宣額)하고, 예조정랑 윤형계(尹衡啓)을 예관으로 보내어 유제(諭祭)하였다.
이후 1672년(현종 13) 서원을 중수하여 사액 서원으로서의 규모와 기능을 갖추고 호남 유림의 본산이 되었다.
이름을 필암(筆巖)이라 지은 것은 그의 고향 맥동 마을 입구에 '붓처럼 생긴 바위'가 있기 때문이라 하며,  바위에는 병계 윤봉구의 친필 『筆巖 』이 각자 되어 있다.
1786년(정조 10) 제자이자 사위인 고암(鼓巖) 양자징(梁子澂)을 종향 하였다. 1864년(고종 1) 흥선대원군의 서원 철폐령에도 훼철되지 않은 전국의 47개 서원 중 하나이다.
1975년 서원의 건물, 유물, 제향 등의 보존과 관리를 위해 건물과 부지는 대한민국의 사적 제242호에 지정되고, 필암서원 문적 일괄은 대한민국의 보물 제587호로 지정되었다. 또 하서 선생 문집 650여매와 하서 유묵 목판 56판은 1999년 지방유형문화재 제215호와 제216호에 지정되어 관리되고 있다.
2019년 7월 10일 필암서원을 포함한 우리나라 9개 서원이 한국의 서원이라는 이름으로 세계유산에 등재되었다.

## 주요 시설

### 확연루
서원의 문루(門樓)로 「확연(廓然)」은 「하서 선생의 마음이 맑고 깨끗하며 확연하게 크고 공평 무사하다.」는 의미의 확연대공(廓然大公)을 집자한 말이다. 이는 널리 모든 사물에 사심이 없이 공평한 성인의 마음을 배우는 군자의 학문하는 태도를 뜻한다.
확연루는 서원을 넘나드는 사람들에게 진리 추구의 엄중함으로 압도할 뿐만 아니라, 네 귀퉁이에 조각된 귀공포(龜拱包)는 엄숙하면서도 고졸한 맛을 풍긴다. 편액은 우암(尤庵) 송시열(宋時烈)의 친필이다.

### 청절당
유생들의 강학 공간으로 정면 5칸, 측면 3칸의 단층 팔작집이다. 옛 진원현 객사를 옮겼다고 한다. 강당 청철당 편액은 동춘(同春) 송준길(宋浚吉)의 친필이다. 『청절당(淸節堂)』이란 이름은 우암 송시열이 쓴 하서 선생 『신도비명』 중 '청풍대절(淸風大節)'이라는 구절에서 인용한 것이다.
청절당 처마 밑의 「필암서원(筆巖書院)」 편액은 병계(屛溪) 윤봉구(尹鳳九)의 친필이다.
청절당 내에는 백록동(白鹿洞) 학규(學規), 정조대왕의 어제(御製) 사제문(賜祭文), 문묘종사(文廟從祀) 반교문(頒敎文)·교서(敎書)·정조대왕 전교(傳敎)등의 편액이 걸려 있다.
또 제봉 고경명(高敬命), 송강 정철(鄭澈), 중봉 조헌(趙憲), 서경 유근(柳根), 반항당 홍천경(洪千璟), 석주 권필(權鞸), 청음 김상헌(金尙憲), 추담 김우급(金友伋), 삼연 김창흡(金昌翕), 유하 김진옥(金鎭玉), 병계 윤봉구(尹鳳九), 초천 김시찬(金時粲), 일재 어윤중(魚允中)등의 시판(詩板)도 걸려 있다.

### 진덕재·숭의재
청절당 좌·우에는 단순한 민도리집 양식의 동·서재가 있는데 수학하는 유생(儒生)들이 거처하는 공간이다. 동재 『진덕재(進德齋)』는 선배들이 기거하고, 서재 『숭의재(崇義齋)』는 후배들이 기거하였다. 편액은 동춘(同春) 송준길(宋浚吉)의 친필이다. 진덕과 숭의라는 이름은 제자 조희문이 주관하여 편찬한 『 하서선생전집서』에 "오직 덕에 나아가고 업을 닦는 것을 일로 삼되, 항상 자신을 잊고 국가에 봉사할 뜻을 가졌다."에서 취한 것으로 하서의 인품을 좇아 공부하는 공간임을 밝히고 있다.

### 경장각
청절당 앞에는 일반 서원과 어울리지 않는 화려함이 가득한 3칸의 『경장각(敬藏閣)』 건물이 있는데, 정조대왕이 하서 김인후를 문묘에 종사하면서 내려 보낸 내탕금으로 세워졌다. 이곳에는 인종(仁宗)이 세자 시절 손수 그려 하서 김인후에게 하사하신 「묵죽(墨竹)」 그림의 판각(板刻)을 보관하고 있다. 이 「묵죽도(墨竹圖)」는 훗날 하서 선생의 높은 절의(節義)를 표시하는 상징물이 되었다. 편액은 정조대왕의 어필(御筆)로 벌레 등의 침입을 막기 위해 망이 쳐져 있다.
주심포식 팔작지붕으로 귀공포와 네모서리 중 전면 좌우과 후면 우측 처마도리에는 여의주를 문 용과 양 곁에 봉황이 조작되어 있고, 한양을 향하는 후면 좌측 처마도리에는 용이 없고 봉황 3마리가 조각되어 있다. 용머리와 국화문(菊花紋)을 조각한 것도 어제(御製) 「묵죽(墨竹)」을 보관하기 때문이라 한다.

### 우동사
경장각을 지나 내삼문 안으로 들어가면 제향 공간인 『우동사(祐東祠)』가 있다. 중앙 북벽에 하서 김인후의 신위가 봉안되어 있고, 동벽에 고암(鼓巖) 양자징(梁子澂)의 위패가 모셔져 있다. 「우동(祐東)」의 의미는 송시열의 「신도비명」에 「하늘이 우리 동방(東方)을 도와(祐) 하서 김선생을 종생하게 하였다.」의 뜻이다. 편액은 주자의 글씨를 집자하였다.

### 계생비·묘정비
- 계생비 : 우동사 입문 오른쪽에는 춘추 제사에 쓸 희생(犧牲)을 매어 놓고 검사하는 『계생비(繫牲碑)』가 있다. 앞 비문 「필암서원계생비」는 송재 송일중이 썼다.
- 묘정비 : 이 비는 『묘정비(廟庭碑)』도 겸하고 있는데, 뒷면에 서원의 건립 취지, 연혁, 모셔져 있는 인물 등을 기록하고 있는데 '서원비(書院碑)'라고도 부른다. 비문은 연재(淵齋) 송병선(宋秉璿)이 찬하고 글씨는 석촌(石村) 윤용구(尹用求)가 썼다.

### 장판각
동쪽 토담 밖에는 유생들의 학습을 위한 책을 인쇄하기 위한 목판을 보관하는 『장판각(藏板閣)』이 있는데, 《하서전집(河西全集)》 649판, 《초서천자문》 18판, 《해자무이구곡》 18판, 《백련초해》 13판 등 목판 700여매를 보관하고 있다.

### 한장사
장판각 옆 동쪽에 서원을 관리하는 노비(奴婢)의 우두머리가 거처하는 『한장사(汗丈舍)』가 장판각과 나란히 위치해 있다.

### 전사청
우동사로 들어가는 내삼문 서쪽에는 춘·추향 제례를 준비하는 『전사청(奠祀廳)』이 있다.

### 고직사
청절당 강당 서쪽 담장 너머 별도 공간에 작은 마당 둘레의 민도리집 양식 건물들이 있는데, 이곳은 서원을 관리하는 수호인(守護人)이 거처하는 『고직사(庫直舍)』이다. 직사(直舍)･창고(倉庫)･행랑(行廊)으로 구성되어 있다.

### 홍살문
예의를 갖추어 경의를 표하는 신성한 장소임을 알리는 붉은 칠을 한 문 『홍살문(紅살門)』이 서원 정면에 세워져 있다. 옆에는 『하마석(下馬石)』이 설치되어 있다.

## 배향

### 인물
- 주향(主享) : 하서 김인후
- 종향(從享) : 고암 양자징

### 봉행
- 하서 김인후의 학덕을 기리는 『춘향제(春享祭)』와 『추향제(秋享祭)』가 매년 음력 2월과 8월 중정일(中丁日)에 각 기관･사회단체･유림･주민들의 참여하에 봉행되고 있다.

## 관련 문화재
- 유네스코 세계 유산 - 한국의 서원
- 대한민국의 사적 - 제242호
- 필암서원 문적 일괄 - 보물 제587호, 국립광주박물관 소장
- 장성 필암서원 하서선생문집목판 - 전라남도 유형문화재 제215호
- 장성 필암서원 하서유묵목판일괄 - 전라남도 유형문화재 제216호

## 주변 정비사업
장성군에서 1999년부터 『필암서원 주변 정비사업』을 추진하여 2008년 『원진각(元眞閣)』·『삼연정(三然亭)』을 준공하였다. 2010년 『집성관(集成舘)』을 준공하고, 그 안에 선비체험 프로그램 시설인 「진덕원(進德院)」과 「숭의관(崇義館)」등을 갖추었다.

### 원진각
유물 전시관으로 양영재단과 하서학술재단에서 기증한 하서 선생 유물 29종 3천 7백여 점 가운데 국가지정 보물 제587호 『노비보』와 『봉심록』, 『상징필』, 『현판』, 『앞다지』 등의 유물이 전시되어 있다. 이 전시물은 하서 선생의 생애와 학문 세계를 알 수 있는 자료들이다. 『원진각(元眞閣)』이라 명칭 한 것은 정조대왕이 감탄했다는 하서 선생의 시 《중니원기자양진》(仲尼元氣紫陽眞)이라는 시구의 ‘원(元)’자와 ‘진(眞)’를 차용(借用)하여 명명했다.

### 집성관
서원 내 교육 공간인 진덕재와 숭의재가 비좁고 낡아 2008년부터 2년여 간의 공사 기간을 거쳐 『집성관(集成舘)』을 준공하여 평생교육센터로 이용하고 있다. 이곳에는 청소년･유림들의 한학 교육 및 선비 체험 교육 공간 목적 등의 「진덕원(進德院)」과 「숭의관(崇義館)」 등이 갖추어져 있다. 또 집성관 1층에는 회의실·다도실·예절교실·서예실·교육실·숙소 등이 갖추어져 있으며 지하 1층에는 식당·체력단련실·휴게실 등이 마련되어 있다.
이곳 평생교육센터는 장성군이 대한민국 청렴 교육의 메카로 만들겠다는 의지로 지은 것으로, 현재 전국 지자체나 기관·단체의 예약을 받아 주 2~3회 청렴교육 강좌를 진행하고 있다.

## 역사적 가치
- 그리 높지 않은 문장산(文章山)[19]이 뒤를 감싸고, 앞에는 문필천(文筆川)이 흐르고 있는 평지에 자리 잡은 필암 서원은 교육과 학문 수련의 공간을 앞쪽에, 선현에 대한 제사 지내는 공간을 뒤쪽에 배치한 「전학후묘(前學後廟)」의 전형적인 서원 배치를 보여 주는 대표적인 서원이다.[20]
- 호남 유학의 본산(本山)이며, 호남 사림들의 기풍 진작과 정신적 지주 역할을 하고 있다.
- 『학문(문장)으로는 장성만 한 곳이 없다.』는 『문불여 장성(文不如 長城)』의 근원이며, 장성에 가서 글자랑 하지 마라는 연유이기도 하다.
- 1864년(고종 1) 흥선대원군의 서원 철폐령에도 훼철되지 않고, 피해를 면한 서원이다.
- 일제강점기나 6·25 사변 때에도 피해를 면한 서원으로, 옛 규모를 잘 간직하고 있다.
- 조선시대 서원의 주요 기능인 '교육'과 '제향'이 균형을 이루던 시기에 조성된 건물로 서원 건축의 기본 구조를 모두 갖추고 있는 전형적인 모습을 보이고 있어, 조선 시대 서원 공간의 꾸밈새를 연구하는데 역사적･학술적으로 귀중한 사적지가 되고 있다.

## 연혁
- 1590년(선조 23) 제자 변성온(卞成溫)･기효간(奇孝諫)･변이중(邉以中)등 호남 선비들이 그의 고향 마을 인근 장성읍 서쪽 기산리(岐山里)에 서원을 세우고 제향 하였다.
- 1597년(선조 30) 정유재란으로 소실되었다.
- 1624년(인조 2) 추담 김우급(金友伋)등 지방 선비들의 노력으로 기산리 서쪽 증산동(甑山洞)에 이건 복설하였다.
- 1658년(효종 9) 복설 이후 서원의 지위 고양을 위한 전라도 유생 오이익(吳以翼. 오희길 종질)을 소두(疏頭)로 사액 청원이 활발히 이루어졌다.
- 1659년(효종 10) 3월 '필암'(筆巖)이라 사액이 내려졌다. 이조 판서·양관 대제학에 추증하고, '문정(文靖)'의 시호가 내려졌다.
- 1662년(현종 3) 2월 현종의 어필로 '필암서원'(筆巖書院)이라 선액하고, 예조정랑 윤형계(尹衡啓)를 예관으로 보내 사제하였다. 이로써 필암서원은 경제력을 확보하여 서원으로서의 규모와 기능을 갖추고, 사회적 지위와 위상을 높힐 수 있었다.[21]
- 1672년(현종 13) 3월 서원을 현재의 위치로 이건하고, 마을 이름도 해타리에서 필암리(筆岩里)로 바뀌었다. 이건에는 원장 송준길(宋浚吉)의 협조와 남계 이실지(李實之. 1624~1702)·기정연(奇挺然. 1627~?, 금강 현손)·박승화(朴升華, 백우당 증손)등의 노력이 있었다. 이건 작업의 완성으로 서원은 사액 서원답게 면모를 일신하였다.
- 1786년(정조 10) 제자이자 사위인 고암(鼓巖) 양자징(梁子徵)을 종향하였다.
- 1796년(정조 20) 11월 문묘에 승배하고, 영의정 추증 및 부조를 명하였다. 시호를 '문정(文正)'으로 개시하였다. 정조가 사제문을 짓고, 우부승지 이면긍(李勉兢)을 예관으로 보내 치제하였다.
- 1864년(고종 1) 흥선대원군의 서원 철폐령 때에도 훼철되지 않고 존속된 전국의 47개 서원중 하나이다.
- 1975년 4월 23일 대한민국의 사적 제242호 장성 필암서원으로 지정되었다.[22]
- 1999년부터 장성군에서 주변 정비 사업을 추진하여 2008년 유물전시관인 『원진각』과 『삼연정』 등을 준공하였다.
- 2010년 원진각 뒤편에 청소년･유림들의 한학교육 및 선비 체험 교육 공간 목적의 평생교육센터인 『집성관』을 준공하였다.
- 2019년 7월 10일 유네스코 세계 유산에 등재되었다.

## 같이 보기
- 김인후
- 필암서원 문적 일괄
- 장성 필암서원 하서선생문집목판
- 장성 필암서원 하서유묵목판일괄
- 장성 김인후 신도비
- 장성 김인후 난산비
- 훈몽재 유지
- 낙덕정
- 한국의 서원
- 서원 (한국)

## 참고 문헌
- 필암서원(筆巖書院) - 한국서원연합회
- 장성 필암서원 - 국가유산청 국가유산포털
- 한국의 서원 - 문화재청 국가문화유산포털